# Apatochernes proximus
Apatochernes proximus är en spindeldjursart som beskrevs av Beier 1948. Apatochernes proximus ingår i släktet Apatochernes och familjen blindklokrypare. Inga underarter finns listade i Catalogue of Life.